# Mornese
Mornese je italská obec v provincii Alessandria v oblasti Piemont.
K 31. prosinci 2011 zde žilo 744 obyvatel.

## Sousední obce
Bosio, Casaleggio Boiro, Montaldeo, Parodi Ligure